# النبي شيت (بلدة)
النبي شيث بلدة في الجمهورية اللبنانية في قلب سهل البقاع قضاء بعلبك في محافظة بعلبك الهرمل. يتعدى عدد سكانها خمسة عشر ألف نسمة بحسب إحصائيات سنة 2007. اشتهرت عبر العصور لموقعها على الخطوط البرية. فكانت من اقدم البلدات تاريخياً، ويقع فيها مقام النبي شيت ومقام لأبي الفضل العباس، ومقام عباس الموسوي. من أهم عائلاتها: آل الحاج حسن، آل الموسوي، آل شكر، آل الحلباوي، آل هزيمة.

## موقعها
تقع بلدة النبي شيت في وسط شرق سهل البقاع، على السفح الغربي لسلسلة جبال لبنان الشرقية. تعلو النبي شيت عن سطح البحر 1220 م. وتبعد عن العاصمة بيروت حوالي 71 كلم.تحدها شرقا" جنتا يحفوفا واراضي بلدة سرغايا السورية. شمالا شرقا الخريبة والخضر. غربا سهل النبي شيت النقطة الرابعة للجامعة الامركية كلية الزراعة بلدة السفري واوتستراد زحلة -بعلبك. جنوبا غربا بلدتي سرعين والناصرية

## تاريخها
يعود تاريخ بلدة النبي شيت إلى ما يزيد عن الف عام اسمها يرجع نسبة إلى نبي الله شيث ثالث أبناء ادم بعد قابيل وهابيل وهو من الانبياء السريانيين انزلت عليه 50 صحيفة حيث يعتقد انه مدفون فيها وله مقام في البلدة يقصده الزوار من كافة المناطق.

## معالمها
تتميز بلدة النبي شيث بمؤسسات تربوية عديدة: تكميلية النبي شيت الرسمية، ثانوية النبي شيت الرسمية، مهنية النبي شيت الرسمية بالإضافة للعديد من المؤسسات الخاصة.وعلى الصعيد الصحي فان مركز النبي شيت الصحي يقدم الخدمات الصحية المميزة لما يقارب 70 الف نسمة من أبناء البلدة والمحيط إضافة إلى مستوصف الشوؤن الاجتماعية وعيادات الاطباء الاخصائيين و5 صيدليات. وعلى الصعيد الرياضي فقد اسس أبناء البلدة نادي النبي شيت الرياضي (درجة ثانية).وللنادي ملعب بمواصفات دولية. تستقبل البلدة زوارها بمقام السيد عباس الموسوي كما يتربع في ساحتها مقام نبي الله شيت العائد بنائه إلى ما يزيد عن الف سنة حيث ذكره الرحالة ابن بطوطة في رحلته من إسبانيا إلى الشرق وقد تم ترميمه في أكثر من عهد اشهرها في عهد الأمير محمد الحرفوش وعلى بعد حوالي كلم من هذا المقام يوجد مقام أبا الفضل العباس ابن الا مام علي بن ابي طالب وشهيد واقعة كربلاء مع الامام الحسين بن علي حيث يرجح مرور قافلة اسرى معركة كربلاء اثناء عودتها من حلب إلى حماه حمص بعلبك النبي شيت الزبداني دمشق.اما على الصعيد الاقتصادي فتتميز بزراعة الكرمة والزيتون واللوز والكرز إضافة إلى زراعة البطاطا والحنطة وقد شهدت البلدة في الآونة الاخيرة حركة اقتصادية وعمرانية ناهضة واصبحت مقصدا«للمستهلكين في كل انحاء البقاع.كما تضم البلدة مركزا» للاحراج وحديقة عامة مكتبة عامة ملعب بلدي مركز للدفاع المدني مخفر درك ومامورية نفوس مركز بلدي من عام 1963 و11 مختار
في بلدة النبي شيت بعض الاثار التي تعود إلى ماقبل حقبة الميلاد وقد وجد اثار لقطع معدنية اثرية تعود للعصر الروماني والعربي الإسلامي لكن لم تحفظ كما يجب.

### المقامات
مقام النبي شيت ع ومقام ابي الفضل العباس، ومقام الشهيد السيد عباس الموسوي وزوجته وابنه، روضة شهداء البلدة.

## وصلات خارجية
- الموقع الرسمي